# Hypsiboas roraima
Hypsiboas roraima är en groddjursart som först beskrevs av William Edward Duellman och Marinus S. Hoogmoed 1992.  Hypsiboas roraima ingår i släktet Hypsiboas och familjen lövgrodor. IUCN kategoriserar arten globalt som otillräckligt studerad. Inga underarter finns listade i Catalogue of Life.